# Hit single
Um hit single ou apenas hit são termos em língua inglesa que adjetivam uma canção, ou especificamente um single, que se tornou muito popular. Embora por vezes seja utilizado para descrever qualquer canção amplamente reproduzidas ou campeã de vendas, o termo "hit" é normalmente reservado para um single que tem aparecido constantemente em uma parada musical através do airplay do rádio e/ou vendas comercialmente significativas. A maioria dos hits tem maior notoriedade no verão,[carece de fontes?] geralmente são baladas eletrônicas que grudam na cabeça do ouvinte, o tão famoso "chiclete".
Um hit pode ser atemporal ou não, ou seja, muito popular em um curto período de tempo (geralmente de 1 ou 2 anos) ou estar sempre em reprodução após muitos anos, em festas e baladas ou em playlists de serviços de streaming, como Spotify, Apple Music, Tidal, Deezer etc. O hit é uma musica de muito valor comercial e de impacto na carreira de um cantor. É através de um hit que o nome do cantor se destaca e atraí fãs.
Exemplos de hits famosos no ano de 2003, It Wasn't Me de Shaggy e Let's Get Started de The Black Eyed Peas, e hits atemporais do mesmo ano, Crazy In Love de Beyoncé e Hey Ya! de OutKast.